# Macellopis
Macellopis là một chi bướm đêm thuộc họ Erebidae.